# Ítalo
Ítalo (em latim: Italus; em grego clássico: Ἰταλός) foi um rei lendário dos enótrios, que estavam entre os primeiros habitantes da Itália. Caio Júlio Higino em seu Livro das Fàbulas (Fabularum Liber), recorda que Ítalo foi o filho de Penélope e Telégono.
De acordo com Aristóteles em sua obra Política e Tucídides (História da Guerra do Peloponeso), Ítalo foi o epônimo da Itália (à época, a província romana da Itália). Aristóteles relata que de acordo com a tradição, Ítalo converteu os enótrios de uma sociedade pastoral a uma agricultural e os deu vários decretos, sendo o primeiro a instituir o seu sistema de refeições comuns deles. 
Escrevendo séculos depois na Grécia Antiga, o historiador Dionísio de Halicarnasso na sua obra Rhomaike Archaiologia ('Antiquitates romanae, "Antiguidades Romanas"), cita que Antíoco de Siracusa da a informação a respeito de Ítalo ser um enótrio por nascença e relata a tradição de que a Itália seria nomeada a partir dele, assim como descreve que o nome "Itália" provêm da palavra para bezerro, etimologia também atestada por Varro, Timeu, e Festus.